# Jürgen Ligi

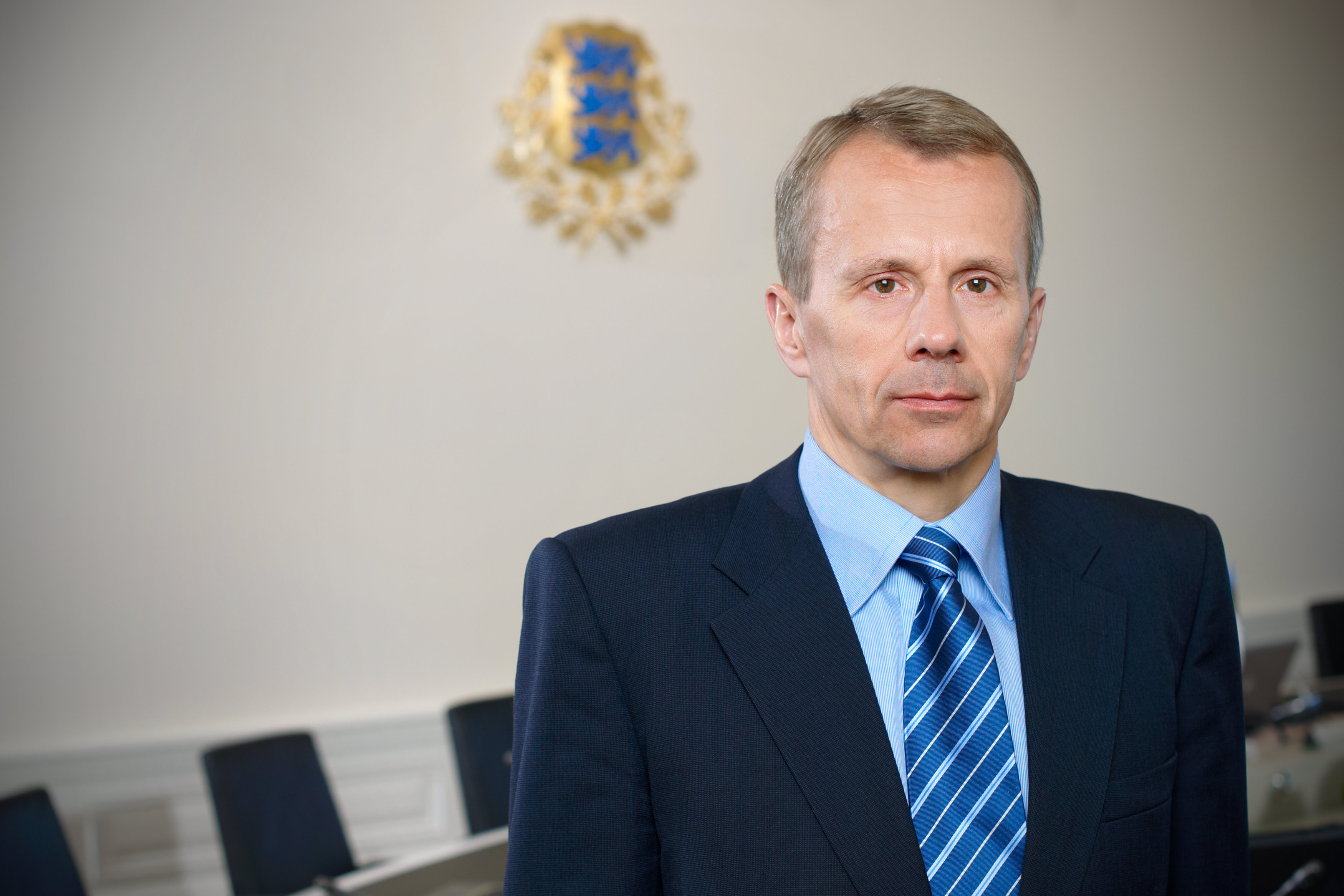
Jürgen Ligi (2011)

Jürgen Ligi (* 16. Juli 1959 in Tartu, Estnische SSR) ist ein estnischer Politiker. Seit dem 23. Juli 2023 ist er wieder (zuvor 2009 bis 2014) Finanzminister der Republik Estland. Vom 12. September 2016 bis zum 23. November 2016 war er estnischer Außenminister. Ligi gehört der liberalen Estnischen Reformpartei an.

## Leben
Jürgen Ligi wurde als Sohn des estnischen Historikers Herbert Ligi (1928–1990) geboren.
Nach seinem Schulabschluss in Tartu 1977 studierte er Geographie an der Staatlichen Universität Tartu. 1982 schloss er sein Studium ab. Von 1982 bis 1989 war er als Ökonom an einem planwirtschaftlichen Institut beschäftigt. Von 1989 bis 1993 studierte er außerdem Außenwirtschaft an der Universität Tartu. Von 1989 bis 1995 hatte Ligi verschiedene Posten bei der Estnischen Industrie- und Handelskammer, der Gemeindeverwaltung von Kaarma (Insel Saaremaa) und im Bankwesen inne, bevor er in die aktive Politik wechselte.

### Politische Tätigkeit
1994 trat Ligi der Estnischen Reformpartei (Eesti Reformierakond) bei. Von 1995 bis 2005 war er für die Reformpartei Abgeordneter im estnischen Parlament (Riigikogu). Von Oktober 2005 bis April 2007 war Ligi im Kabinett von Ministerpräsident Andrus Ansip estnischer Verteidigungsminister. Er trat für die Idee der Abschaffung der Wehrpflicht ein, ohne sich allerdings durchsetzen zu können.
Nach der Parlamentswahl 2007 schied Ligi aus dem Kabinett aus und wechselte wieder als Abgeordneter in das Parlament, wo er unter anderem Vorsitzender des Finanzausschusses war. Nachdem Ende Mai 2009 die Sozialdemokraten die Regierung von Ministerpräsident Andrus Ansip verlassen hatten, wurde Ligi am 3. Juni von Staatspräsident Ilves als Nachfolger von Ivari Padar (SDE) zum neuen Finanzminister ernannt. Er trat das Amt am folgenden Tag an und behielt es nach den Wahlen 2011 auch in der Folgeregierung.
Ab März 2014 hatte Ligi dasselbe Amt in der sozialliberalen Koalitionsregierung unter Ministerpräsident Taavi Rõivas inne. Am 26. Oktober 2014 reichte Ligi nach scharfer Kritik von Präsident, Regierung und Opposition seinen Rücktritt als Finanzminister ein. Er hatte in einem Facebook-Kommentar den 1986 in Estland geborenen russischstämmigen Bildungs- und Forschungsminister Jevgeni Ossinovski vom sozialdemokratischen Koalitionspartner abschätzig als „Sohn eines Einwanderers von der rosa Partei“ mit „fehlenden Wurzeln“ bezeichnet. Ligi, der sich für seinen Fehltritt entschuldigte, kehrt als Abgeordneter ins Parlament zurück.
Vom 9. April 2015 bis 12. September 2016 war Ligi im zweiten Kabinett von Ministerpräsident Taavi Rõivas Minister für Bildung und Wissenschaft. Nach dem Rücktritt von Außenministerin Marina Kaljurand wurde Ligi estnischer Außenminister. Er hatte das Amt bis zum Ende der Regierung am 23. November 2016 inne. Anschließend kehrte er als Abgeordneter in das estnische Parlament zurück und übernahm in der Folgezeit den Fraktionsvorsitz.
Bei den Parlamentswahlen 2019 und 2023 konnte er sein Mandat verteidigen. Als Abgeordneter war er in dieser Zeit in Ausschüssen für Finanzen und Sicherheit tätig. Zudem war er von 2019 bis 2021 im Kontrollgremium der estnischen Zentralbank (Eesti Pank) tätig. Im Kabinett Michal übernahm er ab Juli 2023 erneut den Posten des Finanzministers.

### Privatleben
Jürgen Ligi ist ein Enkelsohn des bekannten estnischen Archäologen Harri Moora und seiner Frau Aliise. Er selber ist verheiratet und hat zwei Söhne. Seine Schwester ist die Lyrikerin Katre Ligi.